# Кампо-де-Футбол-де-Вальєкас
«Кампо де Футбол де Вальєкас» (ісп. Campo de Fútbol de Vallecas) — футбольний стадіон у Мадриді, Іспанія, домашня арена ФК «Райо Вальєкано».
Стадіон побудований протягом 1972—1976 років та відкритий 10 травня 1976 року під назвою «Нуево Естадіо де Вальєкас» на місці старого стадіону. На час відкриття потужність становила близько 20 000 глядачів. У 1994 році арені присвоєно ім'я президента та дружини власника «Райо Вальєкано» Терези Ріверо. 1996 року, згідно з новими вимогами УЄФА, місткість арени у цілях безпеки зменшено до 14 708 глядачів та встановлено виключно сидячі місця. У 2011 році стадіон перейменовано на «Кампо де Футбол де Вальєкас». Три трибуни арени, дві з яких накриті дахом, розташовані «підковою». З одного боку від поля позаду воріт замість трибуни розташований високий щит, який використовується з метою розміщення реклами. Неодноразово виникало питання про його демонтаж і спорудження на його місці нової трибуни, однак ця ідея досі не реалізована. У 2009 році було розроблено план спорудження нового стадіону «Райо Вальєкано», однак проєкт було призупинено на невизначений термін.
Окрім футбольних матчів, на стадіоні проводяться матчі з регбі та концерти.